# Национални парк Нимуле
Национални парк Нимуле је један од шест националних паркова у Јужном Судану, који се налази на самој граници са Угандом. Захвата површину од 410 км² и основан је 1954. године. Одликује се великим бројем животињских врста попут буфала, затим коб антилопа, крокодила, нилских коња, слонова и др. Западну границу парка чини река Бахр ел Џабал.